# SMAP 002
『SMAP 002』是SMAP第二張專輯，於1992年8月26日由Victor Entertainment發行。

## 簡介
- 近年的演唱會時常演唱「心之鏡」和「真夜中的MERRY-GO-ROUND」，例如2006年的Pop Up! SMAP LIVE!，都有演唱兩首歌曲。
- 「再見的夏雨」是成員喜歡的歌，但自森且行離隊後就只有在1996年的演唱會上演唱。

## 収録曲
1. 心の鏡（TV MIX）
  - 作詞：福島優子 / 作曲：筒美京平 /編曲：土方隆行
2. 真夜中のMERRY-GO-ROUND
  - 作詞：浅田有理 / 作曲：多々納好夫 / 編曲：重実徹
  - 歷年專輯中最受歡迎的歌曲，近年演唱會時常演唱，但此曲並沒有單曲化。
3. Adieu
  - 作詞：高柳戀 / 作曲：谷本新 /  編曲：椎名和夫
4. Living in the Jungle
  - 作詞：相田毅 / 作曲：川上明彦 / 編曲：CHOKKAKU / コーラスアレンジ：椎名和夫
5. さよならのサマーレイン
  - 作詞：相田毅 / 作曲・編曲：野崎昌利 / コーラスアレンジ：椎名和夫
  - 森和稻垣合唱。
6. Fade Out
  - 作詞：小倉めぐみ / 作曲：羽田一郎 / 編曲：岩田雅之
7. 恋のメロディー
  - 作詞・作曲：山森正之 / 編曲：THE SHAMROCK
  - 木村的獨唱歌曲。
8. Waiting Waiting Waiting
  - 作詞：小倉めぐみ / TAKUYA / 作曲：谷本新 / 編曲：FENCE OF DEFENSE
9. Part Time Kiss
  - 作詞：久和カノン / 作曲：川上明彥 / 編曲：CHOKKAKU
  - 木村和稻垣合唱。
10. Teenage Blue
  - 作詞：山森正之 / 作曲：山森正之・高橋一路 / 編曲：THE SHAMROCK
11. Heartの秘密
  - 作詞・作曲：山森正之 / 編曲：THE SHAMROCK
  - 草彅和香取合唱。
12. 君に夢中 -FUNNY GIRL-
  - 作詞：山森正之 / 作曲：山森正之 / 高橋一路 / 編曲：THE SHAMROCK
  - 高潮部份有成員的獨唱。

## 外部連結
- SMAP 002（页面存档备份，存于） （Victor Entertainment）（日語）